# Poopó
Роорó (španělsky Lago Poopó) bylo slané jezero ve Středních Andách v Bolívii. Jeho vyschnutí oznámily tiskové agentury v prosinci 2015.
V roce 1986 mělo rozlohu až 3 500 km². Po roce 2000 se plocha jezera pohybovala kolem 1 000 km². Maximální hloubka činila 3 m. Dno bývalého jezera se nachází v nadmořské výšce 3690 m.

## Historie
Vodní plocha byla pozůstatkem obrovského zaniklého jezera Ballivián. Po jeho vyschnutí vzniklo na severu jezero Titicaca a na jihu jezero Minchin, které před 40 tisíci léty vyplňovalo prostor solných plání v okolí jezera Poopó. Po vyschnutí jezera Minchin zůstala dvě jezera – Poopó a Uru Uru a dvě solné pláně – Salar de Coipasa a Salar de Uyuni.

## Vodní režim
Do prostoru vyschlého jezera ústí řeka Desaguadero (odtok jezera Titicaca). V závislosti na množství srážek zde silně kolísala rozloha i výška vodní hladiny. V deštivé sezóně část vody prosakovala korytem řeky Laca Jahuira na západ do slaného periodicky vysychajícího jezera Coipasa.

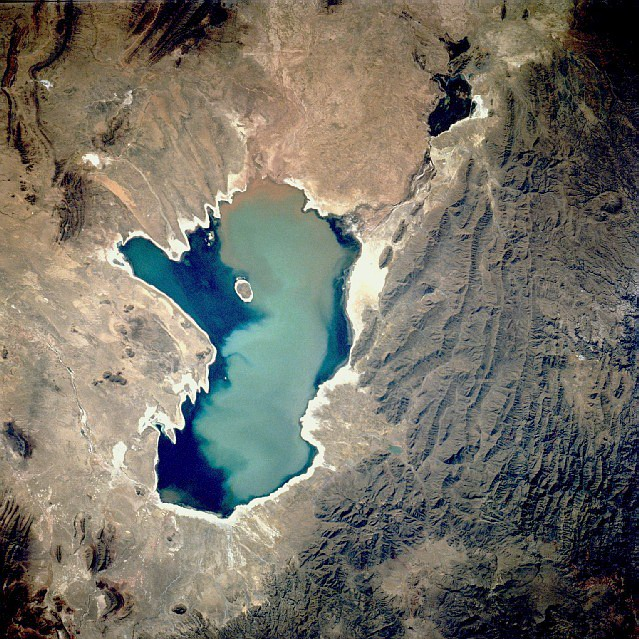
Září 1991
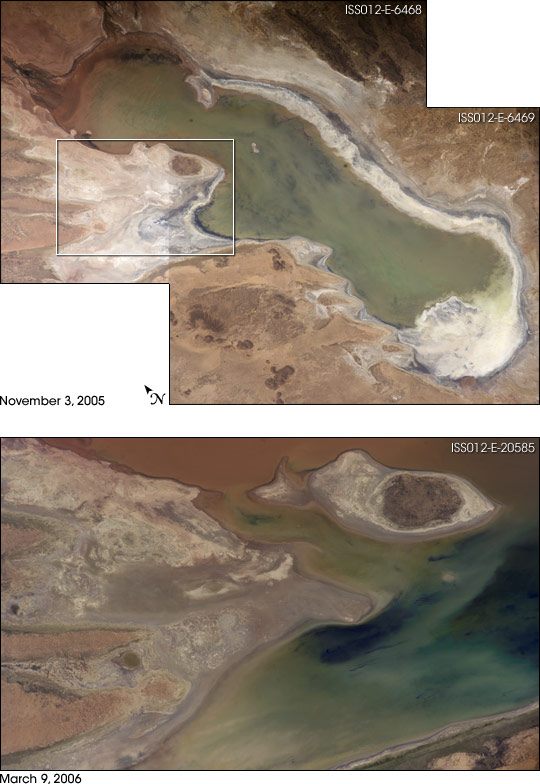
Kolísání hladiny 2005–2006
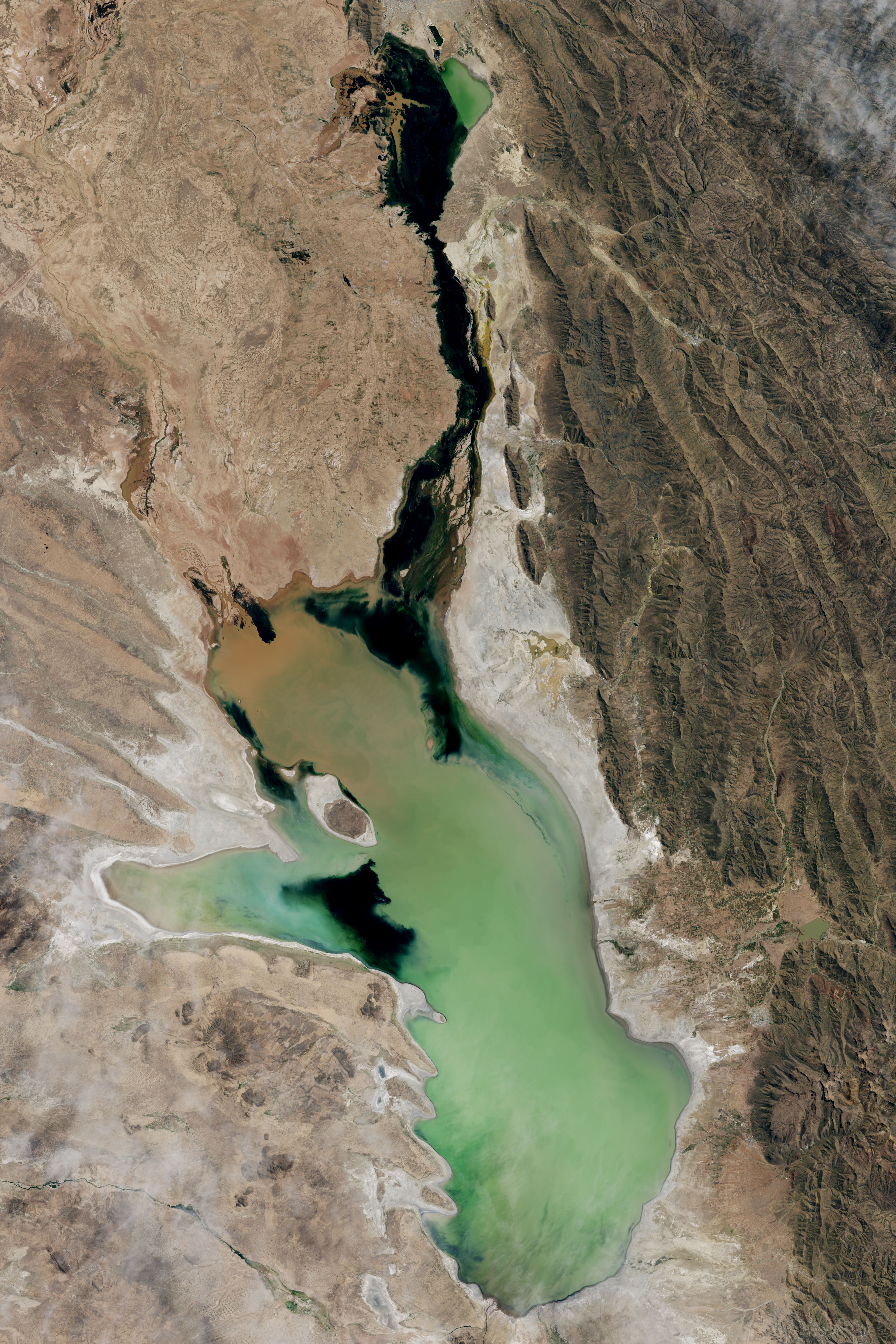
Duben 2013